# Israel de Axum
Israel (em ge'ez: እስራኤል/ይስራኤል; romaniz.: isira’ēli/yisira’ēli, c. 590)  foi o 24º monarca do Império de Axum. É conhecido principalmente pelas moedas cunhadas durante seu reinado.
O Kebra Negast e a Tradição Histórica da Etiópia afirmam que Elesbão/Calebe teve dois filhos, Gabra Mascal e Israel. Cético quanto ao fato de que esse Israel era realmente filho de Elesbão, Munro-Hay sugere que Israel seria um melhor monarca que todos os outros que o precederam até Elesbão (ou Gabra Mascal), e por isso a tradição poderia ter comprimido a lista de sucessão.  Richard Pankhurst menciona o nome deste rei como um exemplo inicial da influência judaica na cultura etíope. 
Além desse argumento, 'unro-Hay ao  comentar o capítulo 117 do Kebra Negast  que era uma profecia baseada em Miqueias 1:13 afirmou : A menos que toda essa interpretação esteja errada e a ênfase no texto KM 117 sobre a legitimidade de Gabra Mascal, o suposto filho de Calebe, divinamente inspirado a escolher Sião quando seu irmão mais velho Israel selecionou a carruagem, alude indiretamente ao próprio Ámeda-Sion Gabra Mascal. O irmão mais velho Israel nessa profecia poderia simbolizar o conceito da instalação do Verus Israel (os cristãos passam deter a primazia como novo povo eleito em substituição aos judeus, aos quais foi atribuído agora a infâmia do deicídio ) na Etiópia 